# أوغست كابي
أوغست كابي (بالفرنسية: André Caby) (مواليد 6 أكتوبر 1887) هو سبّاح فرنسي، مثّل بلاده في الألعاب الأولمبية الصيفية 1912.

## روابط خارجية
أوغست كابي على موقع اللجنة الأولمبية الدولية (الإنجليزية)
- أوغست كابي على موقع أوليمبيديا (الإنجليزية)